# Dziura-Nunatak
Der Dziura-Nunatak ist ein 1480 m hoher und eisfreier Nunatak im ostantarktischen Viktorialand. Am nordwestlichen Ende der Helliwell Hills ragt er 3 km nordwestlich des Mount Remington auf.
Der United States Geological Survey kartierte ihn anhand eigener Vermessungen und mithilfe von Luftaufnahmen der United States Navy aus den Jahren zwischen 1960 und 1963. Das Advisory Committee on Antarctic Names benannte ihn 1970 nach dem US-amerikanischen Meteorologen Charles Stanley Dziura (* 1930), der von 1967 bis 1968 im Rahmen des United States Antarctic Research Program auf der Amundsen-Scott-Südpolstation tätig war.